# AB Flygindustri
Die AB Flygindustri war ein schwedischer Flugzeughersteller mit Sitz in Limhamn bei Malmö. Das 1924 von Hugo Junkers gegründete Unternehmen produzierte und verbesserte Entwürfe der Junkers-Werke, die aufgrund der Bestimmungen des Versailler Vertrages in Deutschland verboten waren. Nach Kündigung des Vertrags durch das Dritte Reich erfolgte im Juni 1935 die Einstellung der Produktion.

## Geschichte
Die Brüder Carl und Florian Forman gründeten im Jahr 1924 die Fluggesellschaft AB Aerotransport, für die der Einsatz von Junkers-Flugzeugen vorgesehen war. Hugo Junkers entschied sich daraufhin, in Schweden ein Tochterunternehmen zu gründen, für das die in Deutschland geltenden Beschränkungen nicht galten. Aus juristischen Gründen durfte er sich nur zu 50 Prozent an dem Unternehmen beteiligen, weitere 32 Prozent kontrollierte er allerdings über schwedische Geschäftspartner. Die Brüder Forman erwarben die übrigen Firmenanteile. Als Produktionsstätte diente eine ehemalige Werft in Limhamn.
Die Fertigung der Flugzeuge fand überwiegend im Stammwerk Dessau statt. Ein Teil von ihnen wurde anschließend nach Malmö überführt und mit stärkeren Motoren oder anderen, in Deutschland verbotenen Ausstattungen nachgerüstet. In einigen Fällen erfolgte nur die Komponentenfertigung in Deutschland und die Endmontage in Schweden. Von hier aus wurden die Flugzeuge weltweit verkauft. Einige zivile Modelle kamen anschließend mit ausländischer Registrierung in Deutschland zum Einsatz.
Nachdem der militärische Flugzeugbau in Deutschland wieder aufgenommen worden war, verlor das Unternehmen seine Zweckbestimmung. Im Juni 1935 wurde die Produktion eingestellt.

## Produkte
- Junkers F 13
- Junkers A 20
- Junkers G 23
- Junkers G 24
- Junkers A 25
- Junkers K 30
- Junkers A 32
- Junkers W 33
- Junkers W 34
- Junkers A 35
- Junkers S 36
- Junkers K 37
- Junkers K 39
- Junkers R 42
- Junkers K 43
- Junkers K 47
- Junkers A 48
- Junkers A 50
- Junkers K 53
- Junkers Ju 52/1m
- Junkers Ju 52/3m